# Cyrtogramme faulalis
Cyrtogramme faulalis är en fjärilsart som beskrevs av Walker 1859. Cyrtogramme faulalis ingår i släktet Cyrtogramme och familjen Crambidae. Inga underarter finns listade i Catalogue of Life.